# 指宿信
指宿 信（いぶすき まこと、1959年 - ）は、日本の法学者。成城大学法学部教授（刑事訴訟法）。

## 人物
京都市生まれ。1982年島根大学法文学部法学科卒、1984年金沢大学大学院法学研究科修士課程修了、1989年北海道大学大学院法学研究科博士後期課程修了。1991年「刑事訴訟における手続打切り ニューヨーク州の「正義の増進のための訴追の打切り」制度をめぐって」で法学博士。鹿児島大学助教授、教授、立命館大学法学研究科教授を経て2009年成城大学法学部教授。専門は刑事訴訟法、法情報学。

## 著書

### 単著
- 『刑事手続打切りの研究 ポスト公訴権濫用論の展望』日本評論社、1995年2月。ISBN 4-535-51013-X
- 『法情報学の世界』第一法規、2010年3月。ISBN 978-4-474-02537-0
- 『刑事手続打切り論の展開 ポスト公訴権濫用論のゆくえ』日本評論社、2010年3月。ISBN 978-4-535-51749-3
- 『被疑者取調べと録画制度 取調べの録画が日本の刑事司法を変える』 商事法務〈JLF叢書〉、2010年12月。ISBN 978-4-7857-1820-6
- 『証拠開示と公正な裁判』現代人文社、2012年9月。ISBN 978-4-87798-525-7
  - 増補版、2014年10月。ISBN 978-4-87798-594-3
- 『被疑者取調べ録画制度の最前線 可視化をめぐる法と諸科学』法律文化社、2016年6月。ISBN 978-4-589-03774-9
- 『電脳空間と刑事手続』成文堂、2022年3月。ISBN 978-4-7923-5359-9

### 共著
- 『法律学のためのインターネット』米丸恒治共著。日本評論社、1996年11月。ISBN 4-535-60017-1
  - 『法律学のためのインターネット2000』2000年1月。ISBN 4-535-51211-6
- 『法と心理学への招待』サトウタツヤ、若林宏輔、松本克美、廣井亮一共著。有斐閣、2020年1月。ISBN 978-4-641-17450-4

### 編著
- 『インターネットで外国法』 日本評論社、1998年7月。ISBN 4-535-51126-8
- 『インターネット法情報ガイド』米丸恒治共編。日本評論社、2004年10月。ISBN 4-535-51400-3
- 『法情報サービスと図書館の役割（情報とメディア）』 勉誠出版、2009年3月。ISBN 978-4-585-05208-1
- 『取調べの可視化へ! 新たな刑事司法の展開』日本評論社、2011年7月。ISBN 978-4-535-51836-0
- 『シリーズ刑事司法を考える』第0 - 6巻（全7巻）木谷明、後藤昭、佐藤博史、浜井浩一、浜田寿美男共編。岩波書店、2017年2月。ISBN 978-4-00-026500-3
- 『GPS捜査とプライバシー保護 位置情報取得捜査に対する規制を考える』現代人文社、2018年4月。ISBN 978-4-87798-697-1

### 監修
- 『リーガル・リサーチ』井田良、夏井高人、山野目章夫共監修、いしかわまりこ、村井のり子、藤井康子著。日本評論社、2003年3月。ISBN 4-535-51283-3
  - 2版、2005年12月。ISBN 4-535-51498-4
  - 3版、2008年3月。ISBN 978-4-535-51622-9
  - 4版、2012年4月。ISBN 978-4-535-51892-6
  - 5版、2016年4月。ISBN 978-4-535-52162-9
- 『えん罪原因を調査せよ 国会に第三者機関の設置を』日弁連えん罪原因究明第三者機関ワーキンググループ編著、勁草書房、2012年9月。ISBN 978-4-326-40277-9
- 『治療的司法の実践 更生を見据えた刑事弁護のために』治療的司法研究会編著。第一法規、2018年10月。ISBN 978-4-474-05874-3

### 寄稿
- 『転換期の刑事法学 井戸田侃先生古稀祝賀論文集』「『公訴権濫用論』の現在と将来」浅田和茂他編。現代人文社、1999年10月。ISBN 4-906531-83-0
- 『電気通信普及財団研究調査報告書 No.14-1』「インターネットを利用した情報通信伝達に対する刑事的規制をめぐる法的諸問題」電気通信普及財団 編。電気通信普及財団、2000年2月。ISSN 0918-7332
- 『誤判救済と刑事司法の課題 渡部保夫先生古稀記念論文集』「陪審裁判と誤判」小田中聰樹他編。日本評論社、2000年12月。ISBN 4-535-51220-5
- 『光藤景皎先生古稀祝賀論文集 上巻』「おとり捜査と手続打切り」光藤景皎先生古稀祝賀論文集編集委員会編。成文堂、2001年12月。ISBN 4-7923-1569-7
- 『激動期の刑事法学 能勢弘之先生追悼論集』「イギリスにおけるおとり捜査と手続打切り」寺崎嘉博、白取祐司編。信山社出版、2003年8月。ISBN 4-7972-3071-1
- 『民主主義法学・刑事法学の展望 小田中聰樹先生古稀記念論文集 上巻』「新しい証拠開示制度をめぐって」広渡清吾、大出良知、川崎英明、福島至編。日本評論社、2005年12月。ISBN 4-535-51505-0
- 『刑事司法改革と刑事訴訟法 下巻』「公訴の抑制 その1」村井敏邦、川崎英明、白取祐司編。日本評論社、2007年5月。ISBN 978-4-535-00532-7
- 『鈴木茂嗣先生古稀祝賀論文集 下巻』「ハイテク機器を利用した追尾監視型捜査」三井誠、中森喜彦、吉岡一男、井上正仁、堀江慎司編。成文堂、2007年5月。ISBN 978-4-7923-1768-3
- 『刑法・刑事政策と福祉 岩井宜子先生古稀祝賀論文集』「逆行性健忘と訴訟能力」町野朔、岩瀬徹、日髙義博、安部哲夫他編。尚学社、2011年12月。ISBN 978-4-86031-090-5
- 『更生に資する弁護 髙野嘉雄弁護士追悼集』「『更生に資する弁護』から『治療的司法』へ」奈良弁護士会編。現代人文社、2012年10月。ISBN 978-4-87798-528-8
- 『加害者臨床』「治療的司法」廣井亮一編。日本評論社、2012年12月。ISBN 978-4-535-56311-7
- 『実務体系現代の刑事弁護 1（弁護人の役割）』「弁護人依頼権をめぐる検察官倫理」後藤昭、高野隆、岡慎一編著。第一法規、2013年9月。ISBN 978-4-474-10305-4
- 『「法と人間学」という学融的領域が切り開く未来』「治療的司法」述。山崎優子、サトウタツヤ編集担当。立命館大学人間科学研究所、2014年3月。ISSN 2188-2789
- 『浅田和茂先生古稀祝賀論文集 下巻』「訴訟能力の判断基準」井田良、井上宜裕、白取祐司、高田昭正他編集委員。成文堂、2016年10月。ISBN 978-4-7923-5190-8
- 『刑事弁護の原理と実践 美奈川成章先生・上田國廣先生古稀祝賀記念論文集』「追尾監視型捜査の法的性質」川崎英明、古賀康紀、小坂井久、田淵浩二他編集代表。現代人文社、2016年12月。ISBN 978-4-87798-659-9
- 『リーディングス刑事訴訟法』「証拠開示」川崎英明、葛野尋之編。法律文化社、2016年4月。ISBN 978-4-589-03714-5
- 『現代日本の法過程　宮澤節生先生古稀記念 下巻』「被疑者取調べ録画映像のインパクト」上石圭一、大塚浩、武蔵勝宏、平山真理編。信山社、2017年5月。ISBN 978-4-7972-8212-2
- 『取調べのビデオ録画 その撮り方と証拠化』牧野茂、小池振一郎編、青木孝之、周防正行、平山真理共述。成文堂、2018年8月。ISBN 978-4-7923-5250-9
- 『裁判員時代の法リテラシー 法情報・法教育の理論と実践（龍谷大学社会科学研究所叢書 第118巻）』「龍谷大学法情報研究会の歩み」村井敏邦、中田邦博他共述。土山希美枝編著。日本評論社、2018年2月。ISBN 978-4-535-52350-0
- 『変動する社会と法・政治・文化』「GPS捜査事件最高裁大法廷判決を振り返る」成城大学法学会編。信山社出版、2019年3月。ISBN 978-4-7972-6099-1
- 『民主的司法の展望 統治主体としての国民への期待 四宮啓先生古稀記念論文集』「佐伯千仭博士の陪審制度論について」大澤恒夫、西村健、飯考行、平山真理編。日本評論社、2022年6月。ISBN 978-4-535-52525-2

### 翻訳
- ムミア・アブ=ジャマール『死の影の谷間から』今井恭平訳、監修。現代人文社、2001年4月。ISBN 4-87798-053-9
- スコット・トゥロー『極刑 死刑をめぐる一法律家の思索』岩川直子共訳。岩波書店、2005年11月。ISBN 4-00-022545-6
- ユージン・ヴォロック『リーガル・ライティング 法律論文の書き方』岩川直子共訳。日本評論社、2009年4月。ISBN 978-4-535-51663-2
- ジム・ドワイヤー、ピーター・ニューフェルド、バリー・シェック『無実を探せ!イノセンス・プロジェクト DNA鑑定で冤罪を晴らした人々』西村邦雄訳、監訳。現代人文社、2009年9月。ISBN 978-4-87798-424-3
- ジェニファー・トンプソン・カニーノ、ロナルド・コットン、エリン・トーニオ『とらわれた二人 無実の囚人と誤った目撃証人の物語』岩川直子共訳。岩波書店、2013年12月。ISBN 978-4-00-025945-3
- ジョシュア・ドレスラー、アラン・C・ミカエル『アメリカ捜査法（LexisNexisアメリカ法概説9）』監訳。レクシスネクシス・ジャパン、2014年5月。ISBN 978-4-902625-94-3